# بیل براون (بازیکن فوتبال، زاده ۱۹۲۸)
بیل براون (انگلیسی: Bill Brown; ۲۷ مارس ۱۹۲۸ – مه ۲۰۱۰ (aged 82)) بازیکن فوتبال اهل بریتانیا بود.
از باشگاه‌هایی که در آن بازی کرده‌است می‌توان به باشگاه فوتبال بلیث اسپارتانس و باشگاه فوتبال گیتزهد اشاره کرد.